# Estimated Average Requirement

Risikobewertung von essentiellen Nährstoffen

Das Estimated Average Requirement (EAR) ist ein Maß einer Nahrungsempfehlung. Es handelt sich um den geschätzten durchschnittlichen Tagesbedarf an zugeführten Nährstoffen, der ausreicht, damit 50 Prozent einer gesunden Population keinen Mangel aufweist bzw. bei denen der Bedarf gedeckt ist. Das EAR liegt zwei Standardabweichungen unter der täglichen Zufuhrempfehlung RDA.
Die 50 % nicht ausreichend Versorgten entwickeln aber nicht notwendigerweise einen Mangel.